# 室越健美
室越 健美（むろこし たけみ、1947年〈昭和22年〉4月20日 - 2020年〈令和2年〉4月8日）は、日本の洋画家。多摩美術大学名誉教授。

## 来歴
群馬県前橋市にて生まれる。1977年に東京藝術大学油画科卒業。御茶の水美術専門学校、宇都宮文星短期大学で教鞭をとった後、多摩美術大学油画科助教授、教授などを歴任し、同大名誉教授となる。
2020年4月8日、肺ガンのため死去。72歳没。

## 年譜
- 1947年、群馬県前橋市にて出生
- 1963年、大田区立蓮沼中学校卒業
- 1966年、攻玉社高等学校卒業
- 1977年、東京藝術大学油画科卒業、サロン・ド・プランタン賞受賞
- 1978年、個展（みゆき画廊）、大橋賞受賞
- 1979年、東京芸術大学油画科大学院修了、修了作品買い上げ
- 1981年、個展（みゆき画廊）、安井賞展（池袋西武）
- 1982年、国際形象展（三越）〜86年
- 1983年、個展（日動画廊、名古屋日動画廊）、具象現代展（上野松坂屋）
- 1985年、具象絵画ビエンナーレ（神奈川県立近代美術館）、バーゼル国際アートフェア（スイス）
- 1988年、個展（ニューヨーク・ハンフリーギャラリー）
- 1989年、結晶体の私展（日動画廊、名古屋日動画廊）、アルコ・アートフェア（スペイン）
- 1991年、個展（キャンベラ・ヒューゴギャラリー）、個展（シドニー・エディグラステラギャラリー）、両洋の眼展、現代の視覚 '91（有楽町西武）
- 1992年、個展（型から形へ・オンワードギャラリー）、大和思考・想いがフォルムになる時展（近鉄アート館）
- 1993年、IMA「絵画の今日」展（新宿三越）'95、'97、現代の視覚'93（有楽町西武）、ART ASIA '93（香港）、第4回「公益信託タカシマヤ文化基金」新鋭作家奨励賞受賞[2]
- 1994年、日本秀作美術展（高島屋）、モダニズムの系譜展（高島屋）
- 1996年、個展（スイス・ダボス、ギャラリー63）
- 1997年、個展（アムステルダム・JAM VAN DER TOGT MUSEUM、JAPAN FESTIVAL）
- 1999年、個展（東宝アート）、連画展（高島屋）
- 2001年、「平面−立体、その往還」展（高島屋）
- 2002年、タカシマヤ美術賞展（高島屋）
- 2003年、個展・オマージュ展（高島屋）
- 2004年、個展（スペースギャラリー）
- 2005年、21世紀の目展（高島屋）、個展（ギャラリー椿）
- 2006年、個展（日本橋三越本店）、個展（アトリエ倫加、四国）、21世紀の目展（高島屋）
- 2007年、個展（スペースギャラリー）、個展（ギャラリー椿）[3]、21世紀の目展（高島屋）
- 2008年、個展（アートフィールド〈東邦アート〉）、個展（大丸心斎橋店）
- 2010年、個展（ギャラリー椿）、21世紀の目展（高島屋）[4]
- 2012年、個展（日本橋高島屋）
- 2013年、個展（ギャラリー椿）
- 2014年、個展（日本橋高島屋）、INNOCENT〜抽象の彼方〜（高島屋 東京・大阪）[5]
- 2018年、多摩美術大学退職[6]
- 2019年、個展（東邦アート）
- 2020年4月8日、死去[1]。